# 무운
무부(고대 아일랜드어: Mumu [ˈmuṽu])는 오늘날의 먼스터(영어: Munster, 아일랜드어: Mumhan 무운[ˈmuːn]) 지역의 옛 이름이다. 철기시대부터 중세 성기에 이르기까지 이 지역에 존재했던 정체를 무운 왕국(아일랜드어: Ríocht Mumhan 리흐트 무운, 영어: Kingdom of Munster)이라고 한다.
초기 무운은 이베르니인 왕들이 다스렸고, 그들을 다리너라고 했다. 다리너는 2세기경에 데르그티너 씨족에게 밀려나고, 데르그티너는 오가나크터조의 선조가 된다. 이 때 무운은 북쪽의 코나크타와 함께 에린 땅을 남북으로 양분했다. 코나크타와 아르드리 자리를 두고 다툴 때도 있었으나 결국 패배하고 패권은 콘 케드커하크의 후손들인 코나크타에게 넘어간다.
무운은 7세기에 큰 변화를 겪게 되는데, 동쪽 변경인 오스라거가 독립해 나가고 무스크라거 등 여러 소왕국들이 이합집산한 끝에 오가나크터조가 권력을 잡았다. 이후 3세기 동안 오가나크트 카실(설리번씨의 조상), 오가나크트 글렌담너크(키프씨의 조상) 등 분가들이 왕위를 두고 다투었다. 이 시기에 기독교화가 이루어졌고, 카라그 파드러그가 왕국의 중심지가 되었다. 팔버 플란 막 아도 디브, 카헐 막 핑기너 두 왕의 치세에 먼스터는 강국으로 중흥했다.
9세기부터 이바르씨 바이킹의 노략질에 무운도 노출되었다. 바이킹들은 해안지역에 정착해 리머릭, 워터퍼드, 코크를 건설했다. 비슷한 시기 달 가스 씨족(오브라이언씨의 조상)이 북쪽의 이 넬의 도움을 받아 오가나크터조를 엎고 왕위를 차지했다. 달 가스씨는 브리안 보루마라는 걸출한 왕을 배출했고, 이후 11세기 내내 달 가스 왕조가 지속되었다.
1118년 글란가마르 조약에서 아르드리 타르델바크 우어 콘코바르가 무운을 두 개로 분할시키면서 단일국가로서 먼스터는 끝났다. 북쪽의 투어부운은 오브라이언씨가, 남쪽의 다스부운은 막 카르하씨가 다스렸다.